# Carrabina Berthier Mle 1892 M1916
La Carrabina Berthier Mle 1892 M 1916 (en francès: Mousqueton Berthier) era un tipus de carrabina francesa adoptada en la Primera Guerra Mundial, la qual era una variant del Fusell Berthier, la qual disparava un nou tipus de munició, la 8x50Rmm. La carrabina també va ser utilitzada en la Segona Guerra Mundial, encara que no d'una manera tan ampla.

## Història
Durant la Primera Guerra Mundial, es buscava un nou tipus de fusell més curt, i el govern francès, va buscar una solució en el fusell Berthier, el qual varen convertir en carrabina. Aquesta carrabina va ser àmpliament produïda durant la Primera Guerra Mundial, amb un total de quasi 800.000 carrabines produïdes.
Durant la Segona Guerra Mundial, aquesta carrabina fou una de les principals armes dels “Corps Franc”, unes unitats d'elit de l'exèrcit francès, especialitzades en infiltracions i reconeixements de llarga distància. Aquestes tropes estaven equipades amb una gran varietat d'armes curtes, com pistoles, granades, ganivets i Carrabines Berthier Mle 1892/M16. Va seguir sent utilitzada fins a la dècada de 1960, quan va ser definitivament retirada del servei.

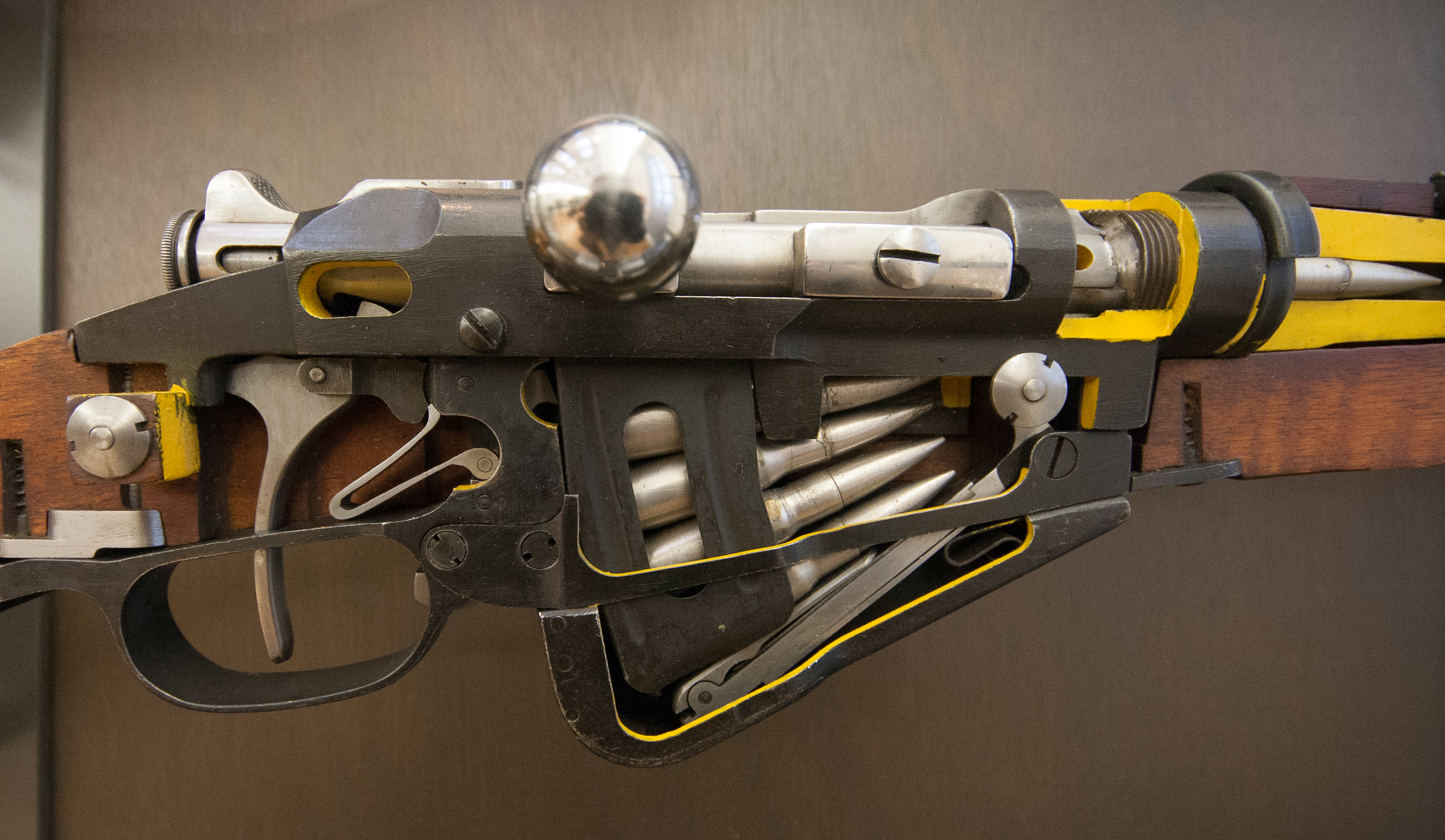
Interior de la carrabina Berthier Mle 1892/M16

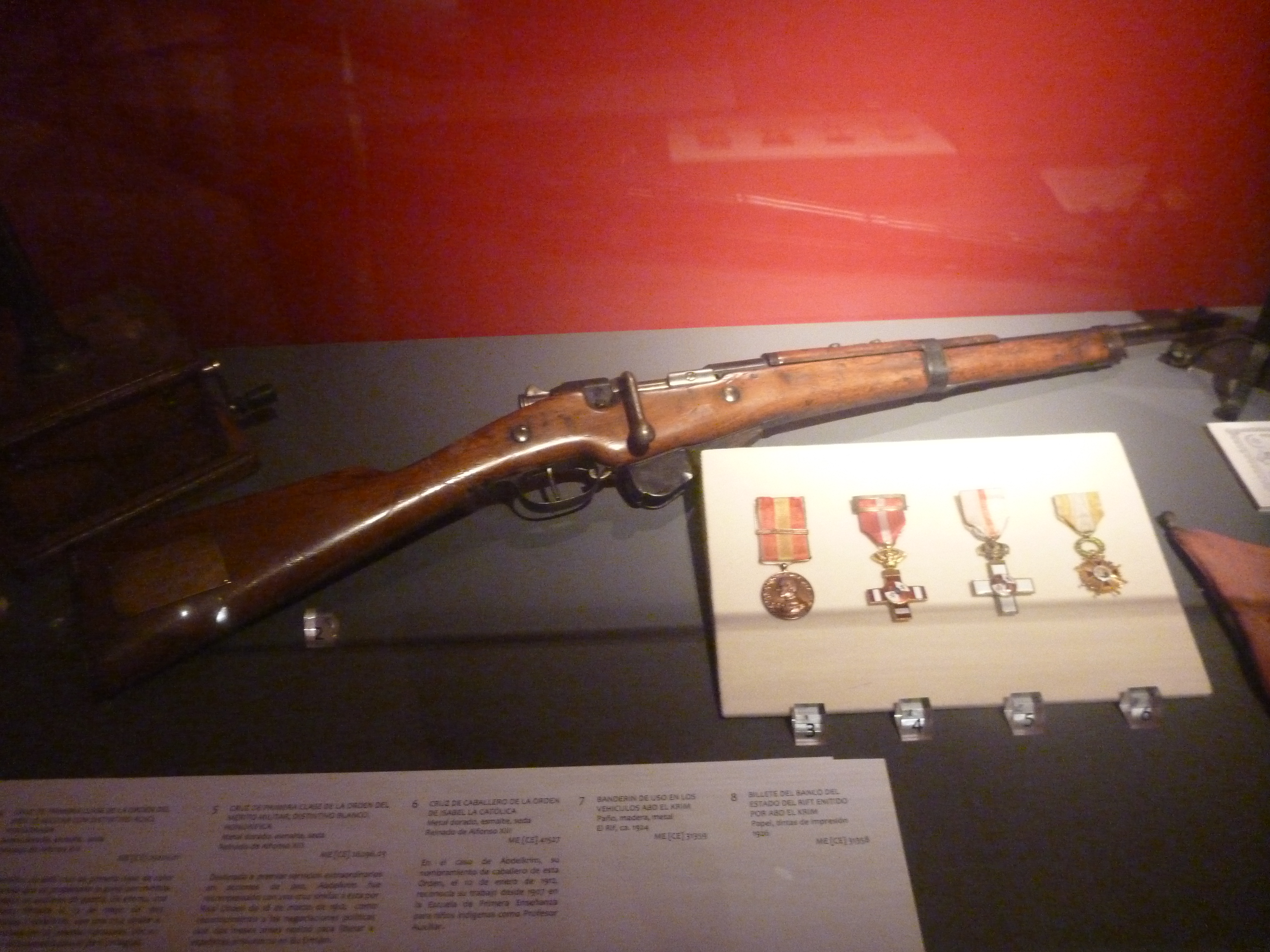
Una carrabina Berthier Mle 1892/M16